# Piper minarum
Piper minarum är en pepparväxtart som beskrevs av Standley & Steyerm.. Piper minarum ingår i släktet Piper och familjen pepparväxter. Inga underarter finns listade i Catalogue of Life.